# Librella demetrius
Librella demetrius är en tvåvingeart som beskrevs av Mcalpine 1976. Librella demetrius ingår i släktet Librella och familjen Cryptochetidae. Inga underarter finns listade i Catalogue of Life.